# Peter Dawkins
Peter Dawkins (* 15. November 1946 in England) ist  Autor, Lehrer und Leiter von Workshops und weltweiten „Pilgerreisen“.

## Leben
Peter Dawkins, ein Architekt, besuchte die King Edward's High School, Birmingham, und das St Catharine’s College der University of Cambridge. 1978 wurde er Gründer und Leiter des Francis Bacon Research Trust, der Seminare und Bücher zu Themen der Renaissance veröffentlicht (Neuplatonismus, Kabbala, Freimaurerei, Rosenkreuzer etc.).
Insbesondere erforscht er die Beziehung zwischen Sir Francis Bacon und William Shakespeare zur Zeit von Queen Elisabeth I. und King James I.
Zusammen mit dem Direktor des Theaters Mark Rylance leitet er Workshops im Shakespeare's Globe Theatre in London. Seit 2004 bietet er im Sommer Shakespeare-Seminare in der Nähe von Stratford-upon-Avon an, verbunden mit Besuchen der jeweils zeitgleich laufenden Theaterproduktionen der Royal Shakespeare Company in Stratford.
Außerdem ist er Pionier in der Wiederentdeckung von „Landschaftstempeln“, „Erdenergien“ und der „westlichen Tradition der Geomantie“. Er gründete und leitet die Zoence Akademie, die Kurse in Zoence (Zoe: Leben und Science: Wissenschaft) abhält, einem westlichen Äquivalent der chinesischen Tradition des Feng Shui.
Peter Dawkins ist ein Mitbegründer des Gatekeeper Trust, der das Verstehen und das Heilen durch die menschliche Umwelt (Architektur, Gärten, Landschaft) untersucht und fördert.